# The Moonchild Trio
Il Moonchild Trio (spesso chiamati semplicemente Moonchild) è un progetto musicale del compositore e polistrumentista jazz statunitense John Zorn, fondato nel 2006.

## Stile musicale
Il gruppo comprende il batterista Joey Baron, il cantante Mike Patton e il bassista Trevor Dunn, che suonano sotto la direzione del sassofonista John Zorn. Il loro stile musicale è simile a quello dei Fantômas, ovvero uno stile dove Mike Patton usa la sua voce come "strumento", con veloci ma allo stesso tempo efficaci cambi di timbro della voce. Contrariamente ai Fantômas, il Moonchild Trio si distacca dalla loro sonorità estrema, creando una serie di brani con un tempo più adagio, e generalmente meno intenso.

## Discografia
- 2006 - Moonchild: Songs Without Words
- 2006 - Astronome
- 2007 - Six Litanies for Heliogabalus
- 2008 - The Crucible
- 2010 - Ipsissimus
- 2012 - Templars: In Sacred Blood

## Formazione
- John Zorn – direzione, arrangiatore, produttore
- Mike Patton – voce
- Joey Baron – batteria
- Trevor Dunn – basso